# Dugolančana 3-oksoacil-KoA reduktaza
Dugolančana 3-oksoacil-KoA reduktaza (EC 1.1.1.330, dugolančana 3-ketoacil-KoA reduktaza, dugolančana beta-ketoacil-KoA reduktaza, KCR (gen), IFA38 (gen)) je enzim sa sistematskim imenom (3R)-3-hidroksiacil-KoA:NADP+ oksidoreduktaza. Ovaj enzim katalizuje sledeću hemijsku reakciju
veoma dugačak lanac (3R)-3-hidroksiacil-KoA + + {\displaystyle \rightleftharpoons } veoma dugačak lanac 3-oksoacil-KoA + +
Ovaj enzim je druga komponenta elongaze, mikrozomalnog proteinskog kompleksa odgovornog za produžavanje palmitoil-KoA i stearoil-KoA (i njihovih modifikovanih formi) do dugolančanih konenzima A. On je aktivan na supstratima sa lancom dugim od C16 do C34, u zavisnosti od vrste, cf. EC 2.3.1.199, dugolančana 3-oksoacil-KoA sintaza, EC 4.2.1.134, dugolančana (3R)-3-hidroksiacil-[acil-nosilac protein] dehidrataza, i EC 1.3.1.93, dugolančana enoil-KoA reduktaza.

## Literatura
- Nicholas C. Price; Lewis Stevens (1999). Fundamentals of Enzymology: The Cell and Molecular Biology of Catalytic Proteins (Third изд.). USA: Oxford University Press. ISBN 019850229X.
- Eric J. Toone (2006). Advances in Enzymology and Related Areas of Molecular Biology, Protein Evolution (Volume 75 изд.). Wiley-Interscience. ISBN 0471205036.
- Branden C; Tooze J. Introduction to Protein Structure. New York, NY: Garland Publishing. ISBN 0-8153-2305-0.
- Irwin H. Segel. Enzyme Kinetics: Behavior and Analysis of Rapid Equilibrium and Steady-State Enzyme Systems (Book 44 изд.). Wiley Classics Library. ISBN 0471303097.
- William P. Jencks (1987). Catalysis in Chemistry and Enzymology. Dover Publications. ISBN 0486654605.

## Spoljašnje veze
- Very-long-chain+3-oxoacyl-CoA+reductase на 